# Corgatha miltophyres
Corgatha miltophyres là một loài bướm đêm trong họ Erebidae.